# Chioggia
Chioggia är en kommun och stad i storstadsregionen Venedig, innan 2015 provinsen Venedig, regionen Veneto i norra Italien. Staden ligger ca 25 km söder om Venedig i södra delen av Venediglagunen. I likhet med Venedig består Chioggia av ett flertal öar sammanbundna av broar. Fram till mitten på 1500-talet var staden en halvö förbunden med land på den södra sidan, men 1561 grävdes här en bred kanal, Canale della Cava, som skar av staden från fastlandet. Idag förbinder tre broar Chioggia med fastlandet, två på den södra sidan och en på den östra. 
Mot öster gränsar Chioggia till Sottomarina (frazione) som är den folkrikaste delen av kommunen samt även en välbesökt turistort. 2020 slutfördes byggandet av översvämningsbarriären MOSE.
Kommunen hade 47.581 invånare (2024) och gränsar till kommunerna Campagna Lupia, Cavarzere, Codevigo, Cona, Correzzola, Loreo, Rosolina och Venedig.

## Administrativ indelning
Chioggia har tio kommundelar (frazioni): Brondolo, Borgo San Giovanni, Ca' Bianca, Ca' Lino, Ca' Pasqua, Cavanella d'Adige, Isolaverde, Sant'Anna di Chioggia, Sottomarina och Valli.

## Kända personer från Chioggia

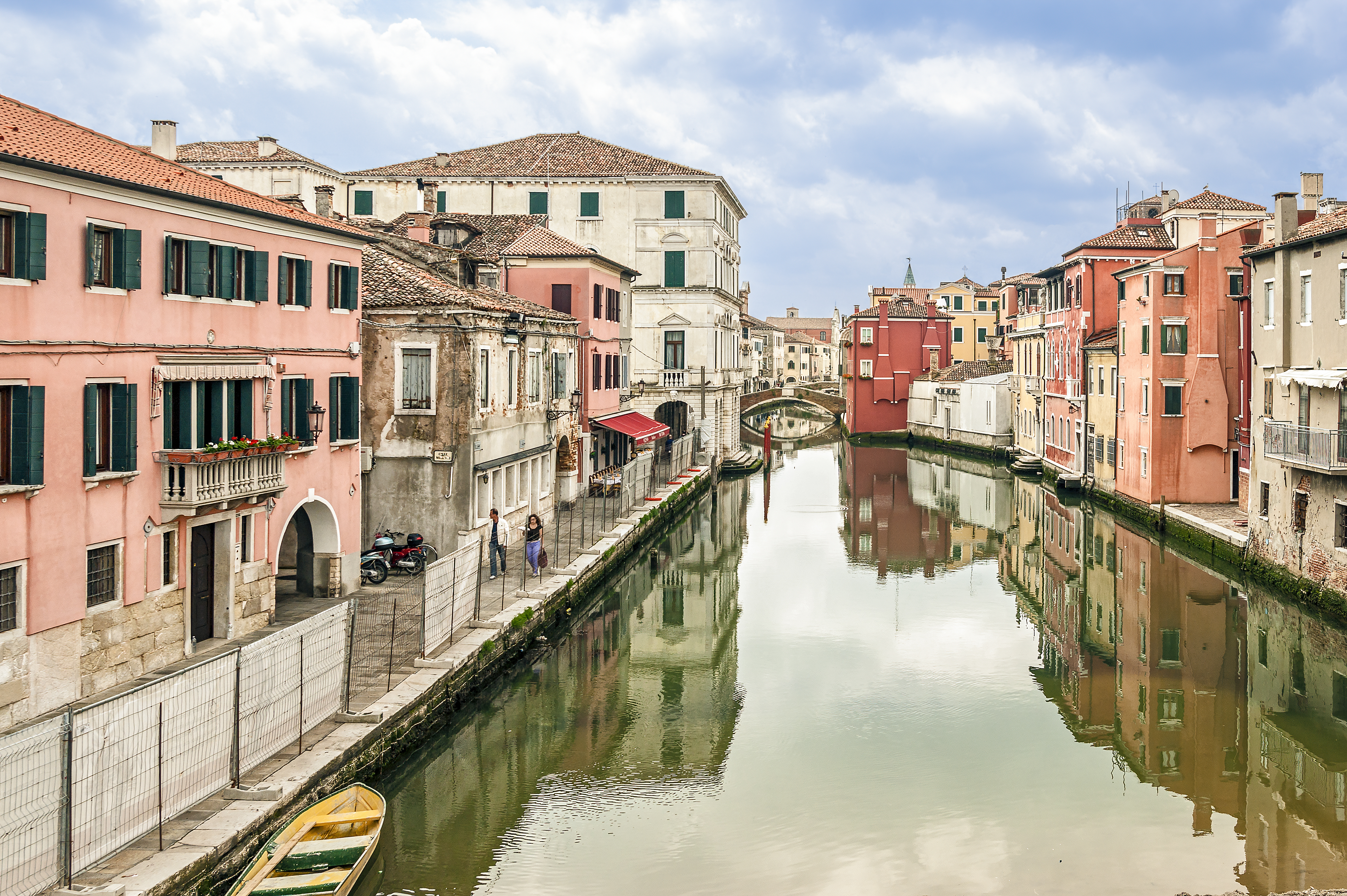
Kanal i Chioggia

- Gioseffo Zarlino